# Resolució 1064 del Consell de Seguretat de les Nacions Unides
La Resolució 1064 del Consell de Seguretat de les Nacions Unides, adoptada per unanimitat l'11 de juliol de 1996 després de reafirmar la Resolució 696 (1991) i totes les resolucions següents sobre Angola, el Consell va discutir l'aplicació del procés de pau, i va estendre el mandat de la Tercera Missió de Verificació de les Nacions Unides a Angola (UNAVEM III) fins a l'11 d'octubre de 1996.
El Consell de Seguretat ha destacat la importància de l'aplicació oportuna del diversos acords de pau, inclòs el protocol de Lusaka entre el govern d'Angola i UNITA. S'han fet progressos recentment, però el ritme general d'implementació és lent. Les converses sobre la formació d'un exèrcit unificat s'havien completat amb èxit, i també hi havia un acord per formar un govern d'unitat. El respecte dels drets humans i la desmilitarització de la societat angolesa era important i la recuperació de l'economia d'Angola era essencial per a una pau duradora.
Les dues parts van ser elogiades per l'acord marc militar i el principi de la integració de les tropes d'UNITA a l'exèrcit d'Angola. També han treballat en l'eliminació dels llocs de control, la reobertura de les carreteres principals i l'aquarterament de 52.000 efectius d' UNITA, totes elles ben acollides pel Consell. UNITA va sol·licitar transferir llurs armes i municions a la UNAVEM III. El govern d'Angola va promulgar la llei d'amnistia i havia iniciat un programa de desarmament civil.
Hi va haver una reducció en la propaganda hostil i es va recordar a totes les parts que cessessin tal difusió d'informació. La resolució també condemna l'ús de mercenaris, i va demanar al secretari general Boutros Boutros-Ghali per l'1 d'octubre de 1996 sobre l'aplicació de la resolució actual.